# Блоковий многогранник
Бло́ковий многогра́нник — це багатовимірний многогранник, утворений із симплекса багаторазовим приклеюванням іншого симплекса до однієї з його фасет.

## Приклади
Будь-який симплекс сам є блоковим многогранником.
У тривимірному просторі кожен блоковий многогранник є многогранником із трикутними гранями, і деякі з дельтаедрів (многогранники з гранями у вигляді правильних трикутників) є блоковими многогранниками.
У блоковому многограннику кожен новий симплекс дотикається лише до однієї з граней попередніх симплексів. Тоді, наприклад, многогранник, утворений склеюванням разом п'яти правильних тетраедрів навколо спільного відрізка, є блоковим многогранником (у ньому є невелика щілина між першим і останнім тетраедрами). Однак схожа п'ятикутна біпіраміда блоковим многогранником не є, оскільки при склеюванні тетраедрів разом останній тетраедр склеєний з трикутними гранями двох попередніх тетраедрів, а не одного.
Інші блокові многогранники:
|               |                  |                  |
| Три тетраедри | Чотири тетраедри | П'ять тетраедрів |

## Комбінаторна структура

Граф Аполлонія — граф блокового многогранника

Неорієнтований граф, утворений вершинами і ребрами блокового многогранника в d-вимірному просторі, є (d + 1)-деревом. Точніше графи блокових многогранників — це точно (d + 1)-дерева, в яких будь-яка d-вершинна кліка (повний підграф) міститься максимум у двох кліках з (d + 1) вершиною. Наприклад, графи тривимірних блокових многогранників — це точно графи Аполлонія, тобто графи, отримані з трикутника багаторазовим поділом трикутної грані на три менших трикутники.
Одна з причин важливості блокових многогранників полягає в тому, що серед усіх d-вимірних симпліційних многогранників із заданим числом вершин блокові многогранники мають найменшу можливу кількість граней вищої розмірності. Для тривимірних симпліційних многогранників число ребер і двовимірних граней визначається числом вершин за формулою Ейлера незалежно від того, є многогранник блоковим чи ні, але для вищих розмірностей це неправильно. Аналогічно, симпліційні многогранники, що максимізують число граней вищої розмірності для фіксованого числа вершин — це циклічні многогранники.